# João Paulo Cassandra
João Paulo Cassandra és un polític de São Tomé i Príncipe. Ha estat President del govern regional de la Regió Autònoma de Príncipe del 20 de juny de 2006 al 6 d'octubre de 2006. És membre del Moviment per l'Alliberament de São Tomé i Príncipe/Partit Socialdemòcrata.